# Frank Lizureck
Frank Otto Lizureck (* 1960 in Tangermünde) ist ein deutscher Politiker (AfD). Er ist seit 2021 Abgeordneter im Landtag von Sachsen-Anhalt.

## Leben
Lizureck besuchte die Polytechnische Oberschule und schloss diese 1978 ab. 1980 schloss er die Ausbildung zum Tiefbohrer ab. Anschließend arbeitete er von 1980 bis 1988 im VEB Geologische Erkundung in Stendal. Von 1988 bis 2010 war er in den Bereichen Gastronomie, Bauwesen und Handel selbstständig tätig. Von 2010 bis 2018 arbeitete er im Vertrieb der Wellco-Drill GmbH. Von 2018 bis 2021 war er schließlich bei der Mitteldeutschen Bohr- und Brunnenausrüstung tätig.

## Politik
Lizureck trat 2018 der AfD bei.
Seit 2019 ist er Mitglied des Stadtrats von Tangermünde.
Bei der Landtagswahl in Sachsen-Anhalt 2021 zog er über Platz 23 der AfD-Landesliste in den Landtag ein. In der 8. Wahlperiode ist er ordentliches Mitglied im Ausschuss für Petitionen und im Ausschuss für Wirtschaft und Tourismus.

## Privates
Lizureck ist geschieden, hat drei Kinder und wohnt in Tangermünde.